# Larsa

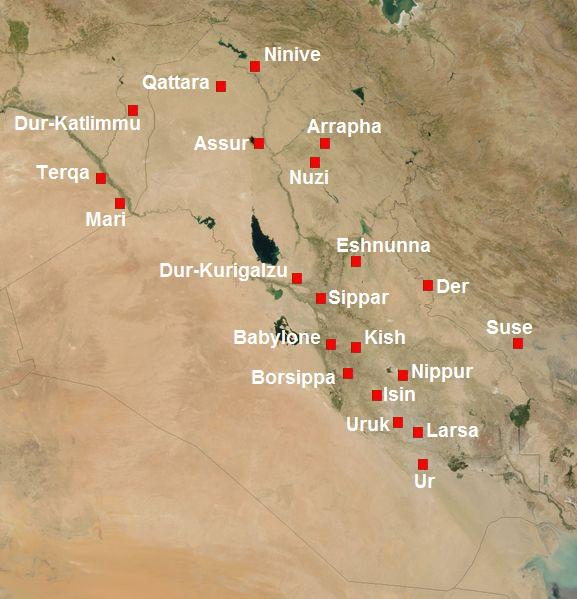
Larsa

Larsa war ein Stadtstaat in Sumer, etwa 25 km südöstlich von Uruk. Der heutige Name von Larsa ist Tell as-Senkereh.

## Geschichte
Larsa war eine sumerische Gründung und stand im 2. Jahrtausend v. Chr. unter akkadischer Vorherrschaft. Larsa war das sumerische Heiligtum des Sonnengottes Utu. 1763 bis um 1745 v. Chr. geriet Larsa unter babylonische Hegemonie. Um 1740 v. Chr. fällt Larsa endgültig an das Alt-Babylonische Reich.
Die Residenz einer westsemitischen Dynastie wurde im Hügel von Senkere entdeckt.

## Larsa in der Bibel?
Häufig findet sich in der älteren Forschung die These, Larsa werde im 1. Buch Mose (14:1) als Ellasar mit seinem König Arjoch erwähnt. Diese These ist jedoch überholt.